# Obolarina
Obolarina is een geslacht van schimmels dat behoort tot de familie Graphostromataceae. De typesoort is Obolarina dryophila.

## Soorten
Volgens Index Fungorum telt het geslacht twee soorten (peildatum januari 2024):
| Soortnaam           | Auteur(s)                                 | Publicatiejaar |
| ------------------- | ----------------------------------------- | -------------- |
| Obolarina dryophila | (Tul. & C. Tul.) Pouzar                   | 1986           |
| Obolarina persica   | Mirab., Y.M. Ju, H.M. Hsieh & J.D. Rogers | 2013           |